# Dermatomyzon
Dermatomyzon är ett släkte av kräftdjur. Dermatomyzon ingår i familjen Asterocheridae.
Släktet innehåller bara arten Dermatomyzon nigripes.